# And Now… The Runaways
| Оценки критиков | Оценки критиков |
| Источник        | Оценка          |
| --------------- | --------------- |
| AllMusic        | [ 2 ]           |

And Now… The Runaways (МФА:ænd naʊ... ðə ˈrʌnəweɪz; с англ. — «А сейчас… Беглецы») — четвёртый и последний студийный альбом американской хеви-метал-группы The Runaways, выпущенный 1 декабря 1978 года.

## Об альбоме
Это был последний альбом Runaways перед распадом в 1979 году. Альбом был выпущен на лейбле Cherry в Великобритании, но не был выпущен в Соединённых Штатах в 1978 году.
Через два года, в 1981 году, Rhino Records переиздали его в виде диска с картинками, а также кассеты под названием «Little Lost Girls» с другой обложкой и последовательностью песен.

## Запись альбома
В начале записи из группы ушла Вики Блю, и партии бас-гитары на треках исполняла Лита Форд.
Во время шумной записи альбома менеджер Тоби Б. Мамис наблюдал за попытками продюсера Джона Олкока в конечном итоге исключить Джоан Джетт из слушаний, отсюда и отдельные сольные ролики Сэнди Уэст и Литы Форд (Сэнди с песней «Right Now», которую она написала и спела ведущий вокал, а также песню Литы «I’m a Million» с её самым первым ведущим вокалом на записи).
Позже Джоан пошутила: 

«У меня было странное чувство, что меня вот-вот уволят из группы, которую я помогла создать…»
Клавишник рок-группы «Cactus» Дуэйн Хитчингс выражает благодарность за его сессионную работу.
«Black Leather» песня изначально написана бывшими участниками Sex Pistols Стивом Джонсом и Полом Куком для их бывшей группы.

### Роспуск группы
Вскоре после найма нового басиста Лори Макалистер, Джетт и Форд совместно распустили Runaways, сославшись на музыкальные различия внутри группы.
Затем Форд и Уэст попытались создать новую, более жёсткую группу под продюсированием Алкока, но с этими сессиями ничего не вышло.

## Треклист
| №  | Название                   | Автор(ы)                   | Длительность |
| -- | -------------------------- | -------------------------- | ------------ |
| 1. | «Saturday Night Special»   | Эрл Слик, Тонио К          | 3:39         |
| 2. | «Eight Days a Week»        | Джон Леннон, Пол Маккартни | 3:33         |
| 3. | «Mama Weer All Crazee Now» | Нодди Холдер, Джим Ли      | 3:26         |
| 4. | «I'm a Million»            | Лита Форд                  | 6:02         |

| №                   | Название            | Автор(ы)            | Длительность |
| ------------------- | ------------------- | ------------------- | ------------ |
| 5.                  | «Right Now»         | Сэнди Уэст          | 3:35         |
| 6.                  | «Takeover»          | Джоан Джетт         | 3:11         |
| 7.                  | «My Buddy and Me»   | Джоан Джетт         | 3:39         |
| 8.                  | «Little Lost Girls» | Лита Форд           | 4:45         |
| 9.                  | «Black Leather»     | Стив Джонс, Пол Кук | 3:47         |
| Общая длительность: | Общая длительность: | Общая длительность: | 35:37        |

## Участники записи
The Runaways
- Джоан Джетт — ведущий вокал, ритм-гитара, бэк-вокал на «I’m a Million» и «Right Now»
- Лита Форд — соло-гитара, бас-гитара, бэк-вокал, ведущий вокал на «I’m a Million»
- Сэнди Уэст — ударные, бэк-вокал, ведущий вокал на «Right Now»
- Вики Блю — бас-гитара, бэк-вокал (только в титрах, на пластинке не выступала)

Приглашённый музыкант
- Дуэйн Хитчингс — клавишные

Производство
- Джон Алкок — продюсер
- Уилл Рид Дик — инженер
- А. Валли — помощник инженера
- Кен Перри — мастеринг в Capitol Studios, Голливуд, Калифорния
- Дэвид Ларкхэм — дизайн и направление рукавов
- Барри Левин — фотография